# Mexican as It Is Spoken
Mexican as It Is Spoken és una pel·lícula muda estatunidenca del 1911 dirigida pels germans Georges i Gaston Méliès.

## Argument
Percy Gebhard de Londres, visita un familiar en un ranxo a Texas, prop de la frontera entre els Estats Units i Mèxic. És el favorit instantani de les dones del ranxo. En un moment donat surt de casa, armat amb una càmera. No és lluny quan l'aturen dos mexicans barbuts, que s'hi acosten amb molts gestos i paraules vehements. Tanmateix, no entén ni una paraula del que diuen i els dos homes el lliguen amb una corda. Poc després, també es produeix una explosió no lluny d'on es troba. Finalment, les noies aconsegueixen alliberar-lo i descobreixen que va ser lligat pels dos homes per evitar ser ferit per la feina que estaven fent amb els explosius.

## Repartiment
- Francis Ford - Percy Gebhard
- Henry Stanley

## Producció
La pel·lícula es va estrenar com una pel·lícula de dues parts juntament amb Right or Wrong als Estats Units el 2 de novembre de 1911.